# John Edensor Littlewood
John Edensor Littlewood (Rochester (Kent), 9 juin 1885 – Cambridge, 6 septembre 1977) est un mathématicien britannique.

## Biographie
Littlewood naît en 1885 à Rochester, Kent, il est le fils aîné d'Edward Thornton Littlewood et Sylvia Maud (née Ackland). En 1892, son père accepte le poste de directeur d'une école à Wynberg, au Cap, en Afrique du Sud, et y emmène sa famille. Littlewood revient en Angleterre en 1900 pour entrer à la St Paul's School, où il devient étudiant de l'influent géomètre algébrique Francis Sowerby Macaulay.
En 1903, Littlewood entre à l'université de Cambridge, où il étudie au Trinity College. Il passe ses deux premières années à préparer les examens du Mathematical Tripos qui qualifient les étudiants de premier cycle pour un baccalauréat (Littlewood a été Senior Wrangler, la personne qui a obtenu la plus haute note dans la partie 1 du Tripos). En 1906, après avoir terminé la deuxième partie du Tripos, il commence ses recherches sous la direction d'Ernest Barnes. Un des problèmes que Barnes propose à Littlewood est de démontrer l'hypothèse de Riemann, ce qu'il ne parvient pas à faire. Il est élu membre du Trinity College en 1908. Pendant la Première Guerre mondiale, il intègre le régiment d'artillerie de la garnison royale. Il y découvre des techniques de calcul performantes pour la détermination des trajectoires d'engins balistiques, ce qui accroît la précision et la portée des armes antiaériennes.
Il est lector à l'université de Manchester, puis le reste de sa carrière se déroule à l'université de Cambridge. Il est nommé professeur de mathématiques à Rouse Ball en 1928 et prend sa retraite en 1950. Il est élu membre de la Royal Society en 1916.

## Travaux
La plupart des travaux de Littlewood relèvent de l'analyse mathématique. Il commence ses recherches sous la direction d'Ernest Barnes, qui lui suggère de s'attaquer à l'hypothèse de Riemann : Littlewood montre que si l'hypothèse de Riemann est vraie, le théorème des nombres premiers suit. Ce travail lui vaut sa bourse Trinity. Cependant, le lien entre l'hypothèse de Riemann et le théorème des nombres premiers était déjà connu en Europe continentale, et Littlewood écrit plus tard dans son livre, A Mathematician's Miscellany, que sa redécouverte du résultat n'a pas fait briller les mathématiques britanniques de l'époque.
Il invente la loi de Littlewood, qui exprime que les individus peuvent s'attendre à ce que des « miracles » leur arrivent, à raison d'environ un par mois.
Il continue à écrire des articles après son départ à la retraite en 1950, en particulier dans le domaine de l'analyse qui allait devenir la théorie des systèmes dynamiques.
On se souvient aussi de Littlewood pour son livre, A Mathematician's Miscellany, dont une nouvelle édition est publiée en 1986 sous le titre Littlewood's miscellany.
Parmi ses étudiants en thèse figurent Sarvadaman Chowla, Harold Davenport et Donald Spencer. Spencer rapporte qu'en 1941 quand il (Spencer) est sur le point de monter sur le bateau qui le ramènerait aux États-Unis, Littlewood lui a rappelé: « n, n alpha, n bêta ! » (en référence à la conjecture de Littlewood). Le travail commun de Littlewood, effectué par correspondance, porte sur l'approximation diophantienne et le problème de Waring, en particulier. Dans ses autres travaux, il collabore avec Raymond Paley sur la théorie de Littlewood-Paley en théorie de Fourier, et avec Cyril Offord en travail combinatoire sur des sommes aléatoires, dans des développements qui ont ouvert des champs encore intensément étudiés.
Il travaille avec Mary Cartwright sur les équations différentielles, ce qui conduit aux premières recherches sur les radars : leur travail porte en germe la théorie moderne des systèmes dynamiques. L'inégalité 4/3 de Littlewood sur les formes bilinéaires préfigure la théorie émergente des tenseurs de Grothendieck.

### Travail avec Hardy
Littlewood collabore pendant de nombreuses années avec G. H. Hardy. Ensemble, ils énoncent la première conjecture de Hardy-Littlewood, une forme forte de la conjecture des nombres premiers jumeaux, et la seconde conjecture de Hardy-Littlewood.
Il identifie aussi, avec Hardy, la valeur exceptionnelle du travail du mathématicien indien Srinivasa Ramanujan et le soutient en l'invitant à venir travailler à Cambridge, au Royaume-Uni. Mathématicien, Ramanujan devient plus tard membre de la Royal Society, ainsi que du Trinity College, et largement reconnu comme un génie, aux côtés d'Euler et Jacobi.
Dans une conférence en 1947, le mathématicien danois Harald Bohr dit : « Pour illustrer dans quelle mesure Hardy et Littlewood sont venus, au cours des années, à être considérés comme les leaders de la recherche mathématique anglaise, on peut rapporter ce qu'un excellent collègue m'a une fois dit en plaisantant : “De nos jours, il n'y a que trois très grands mathématiciens anglais : Hardy, Littlewood et Hardy-Littlewood”,:xxvii. » Comme il le raconte dans le Miscellany, Littlewood rencontre lors d'une conférence un mathématicien allemand qui se dit très intéressé de découvrir que Littlewood existe vraiment, alors qu'il a toujours supposé que Littlewood était un nom utilisé par Hardy pour un travail moindre ; cela fait exploser Littlewood de rire. Certaines versions de cette histoire impliquent à la fois Norbert Wiener et Edmund Landau, qui, dit-on, « doutait tellement de l'existence de Littlewood qu'il a fait un voyage en Grande-Bretagne pour voir l'homme de ses propres yeux. »

## Prix et récompenses
Membre de la Royal Society (11 mai 1916) et président de la London Mathematical Society (1941-1943), il est lauréat de la Royal Medal (1929), de la médaille De Morgan (1938), de la médaille Sylvester (1943), de la médaille Copley (1958), du prix Senior Berwick (1960).
Il dirige entre autres les thèses de A. O. L. Atkin, Sarvadaman Chowla, Edward Collingwood, Harold Davenport, Albert Ingham, Srinivasa Ramanujan, Stanley Skewes, Donald Spencer et Peter Swinnerton-Dyer.